# 11926 Orinoco
11926 Orinoco eller 1992 YM2 är en asteroid i huvudbältet som upptäcktes den 18 december 1992 av den belgiske astronomen Eric W. Elst vid CERGA-observatoriet. Den är uppkallad efter floden Orinoco.
Asteroiden har en diameter på ungefär 5 kilometer.